# Întâia epistolă a lui Ioan
Întâia epistolă catolică a lui Ioan (Întâia Epistolă Sobornicească a Sfântului Apostol Ioan sau 1 Ioan) este o carte a Noului Testament. 
Opinia critică majoritară este că a fost atribuită în mod fals apostolului Ioan.